# Ishulli i Stilit
Ishulli i Stilit är en ö i Albanien.   Den ligger i prefekturen Qarku i Vlorës, i den södra delen av landet, 180 km söder om huvudstaden Tirana.